# Geldmännlein
Geldmännlein „peněžní mužíček“ je v německém folklóru bytost či kouzelný předmět magicky přinášející svému majiteli peníze. Podobá se dracovi – obdobě českého plivníka, který krade sousedům potraviny a peníze, a především s mužíčkem z mandragory a bytosti zvané spiritus familiaris – služebnému duchu přisuzovanému čarodějům a čarodějnicím. Je také nazýván také Heckemännchen „mužíček živého plotu“, Geldschisser „peníze kálející“ či Geldbrüter „peníze rodící“. Díky splynutí s mužíčkem z mandragory nazývaným Galgenmännchen „šibeniční mužíček“ je nazýván také Alraunel – ze starohornoněmeckého alrūna „mandragora, čarodějnice“. Označení se liší především krajově, Geldmännlein je typický pro Sasko a Durynsko,  Geldschisser pro Bavorsko,  Alraunel pro Dolní Rakousy.
Geldmännlein a jeho obdoby na rozdíl od příbuzných bytostí spíše magicky zajišťuje peníze a štěstí než by kradl sousedům, čímž se podobá právě mužíčkovi z mandragory. Má podobu šedivého mužíčka, někdy s červenou čapkou a zelenou vestou, a někdy se mění ve zvířata – žábu, ropuchu, sovu či brouka. Okolnosti jeho možného nálezu opět odkazují na mužíčka z mandragory: může být vykopán o půlnoci pod třemi lískami u šibenice či koupen. Majitel jej přechovává v truhle na peníze či krabičce v zavřeném pokoji nebo v trámu ve světnici, když je mužíček osvobozen zůstává na půdě, v temném rohu či na hnojišti. Peníze které mužíček přináší či on sám jsou nazývány Heckethaler „tolary živého plotu“, což odkazuje na spojení živého plotu s čarodějnictvím. Obdobným motiv je znám i na Litvě kde jsou takové peníze nazývány pareitinai.
Za své služby je peněžnímu mužíčkovi je do podkroví dáván čerstvý chléb a mléko, někdy též sladkosti a sklenice vína. Podle některých podání mu majitel též zajišťuje hezké oblečení, v Západních Alpách musí být mužíček denně koupán ve lžíci a podarován kouskem od každého jídla. Na rozdíl od draca jej téměř nemožné se jej zbavit, první dva majitelé jej mohou prodat, ale duše třetího propadne peklu. Tento motiv se objevuje již v roce 1773 v díle lékaře Johanna Jacoba Bräunera. Rozsáhlé varování před vlastnictvím Geldmännleina sepsal v roce 1673 Hans von Grimmelshausen v kterém jej spojil s čarodějnickou praktikou převádění mléka mezi kravami a tvrdil že peníze které mužíček přináší přicházejí od Ďábla. Geldmännlein jako figurka byl často vytvářen ze zvířecích částí, například z velkého brouka či z prasečího žaludku, ale také třeba z černého vosku.